# Куцокрил каштановий
Куцокри́л каштановий (Locustella castanea) — вид горобцеподібних птахів родини кобилочкових (Locustellidae). Ендемік Індонезії.

## Опис

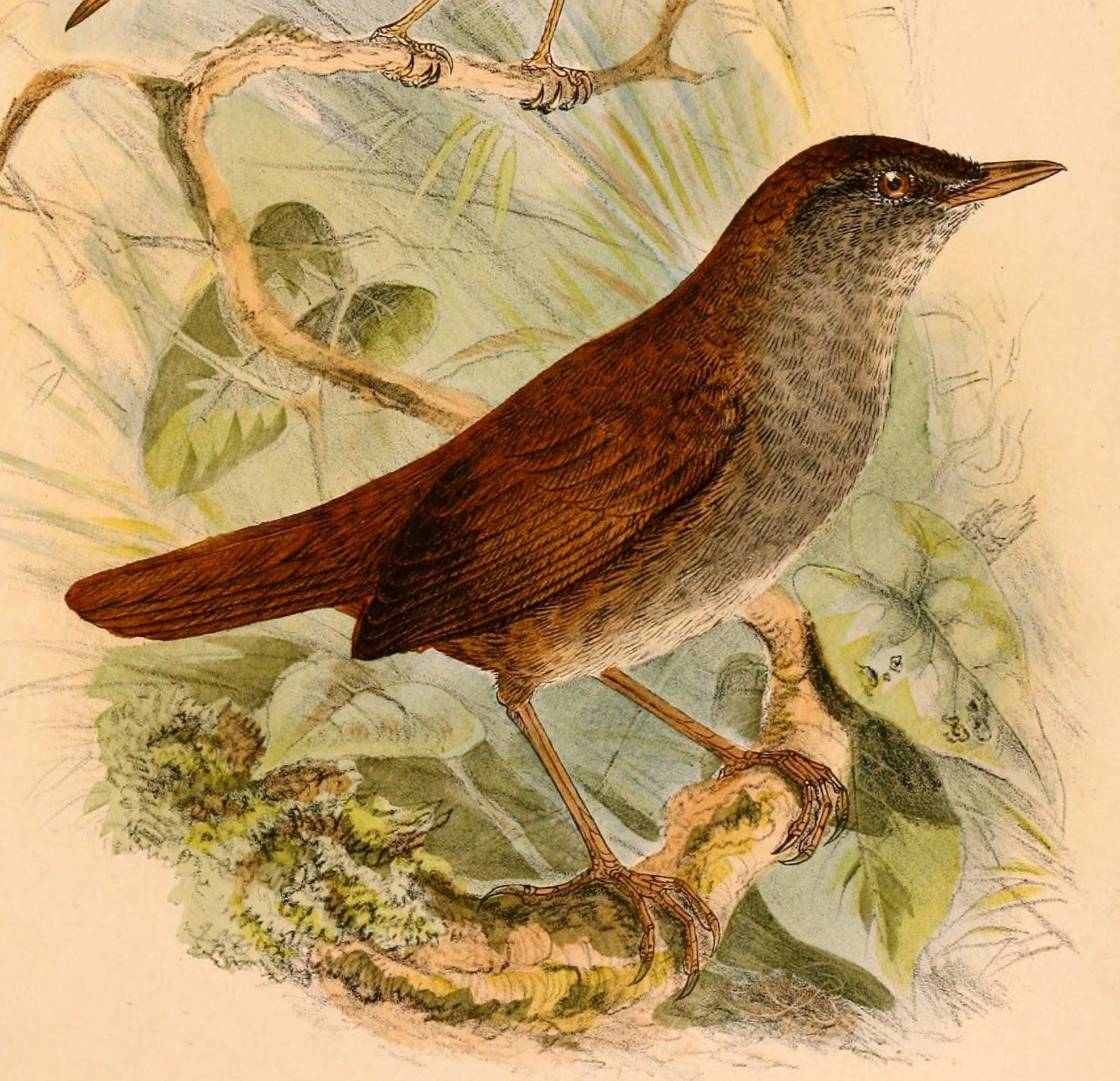
Каштановий куцокрил

Довжина птаха становить 15 см. Верхня частина тіла рудувато-коричнева, горло і підборіддя сірі, груди темно-сірі, решта нижньої частини тіла коричнева. Над очима білі "брови", через очі ідуть темні смуги. Дзьоб чорний, лапи червонувато-коричневі.

## Підвиди
Виділяють два підвиди:
- L. c. caudata (Ogilvie-Grant, 1895) — гори Сулавесі (за винятком південного заходу);
- L. c. unicolor (Hartert, E, 1904) — гори на південному заході Сулавесі.

Locustella musculus і Locustella disturbans раніше вважалися підвидами каштанового куцокрила, однак були визнані окремими видами у 2020 році.

## Поширення і екологія
Каштанові куцокрили живуть в підліску вологих гірських і рівнинних тропічних лісів, на узліссях, у високогірних чагарникових заростях та на високогірних луках. Живляться комахами.